# Ptychoglene aequalis
Ptychoglene aequalis là một loài bướm đêm thuộc phân họ Arctiinae, họ Erebidae.